# Trảng Dài
Trảng Dài is een phường van de stad Biên Hòa in de provincie Đồng Nai, Vietnam. Trảng Dài heeft ongeveer 20.000 inwoners.